# Vataša
Vataša (makedonska: Ваташа) är en ort i Nordmakedonien. Den ligger i kommunen Kavadarci, i den centrala delen av landet, 80 kilometer sydost om huvudstaden Skopje. Vataša ligger 294 meter över havet och antalet invånare är 2 802.